# West Highland White Terrier
Der West Highland White Terrier, umgangssprachlich Westie genannt, ist eine von der FCI anerkannte britische Hunderasse (FCI-Gruppe 3, Sektion 2, Standard Nr. 85).

## Herkunft und Geschichtliches
Die ersten Linien der West Highland White Terrier werden der Familie Malcolm in Poltalloch in Argyllshire zugeschrieben. Colonel Edward Donald Malcolm, 16th Laird of Poltalloch, (1837–1930) wird allgemein als Begründer dieser Rasse angesehen und hat ihr auch den Namen „West Highland White Terrier“ gegeben.
Auf Gemälden des Tiermalers Edwin Landseer aus dem Jahre 1839 sind bereits West Highland White Terrier zu erkennen. Im Januar 1905 wurde der erste „West Highland White Terrier Club“ in Schottland mit dem Duke of Argyll als Ehrenpräsidenten und Colonel Malcolm of Poltalloch als Präsidenten gegründet, um die Zucht dieser Terrierrasse zu fördern. Noch bis 1924 konnten weiße Welpen aus Cairn-Terrier-Würfen als West Highland White Terrier eingetragen werden. Der Rassestandard, aufgestellt im Jahr 1905, hat sich kaum verändert, wohl aber das äußere Erscheinungsbild.

## Aussehen

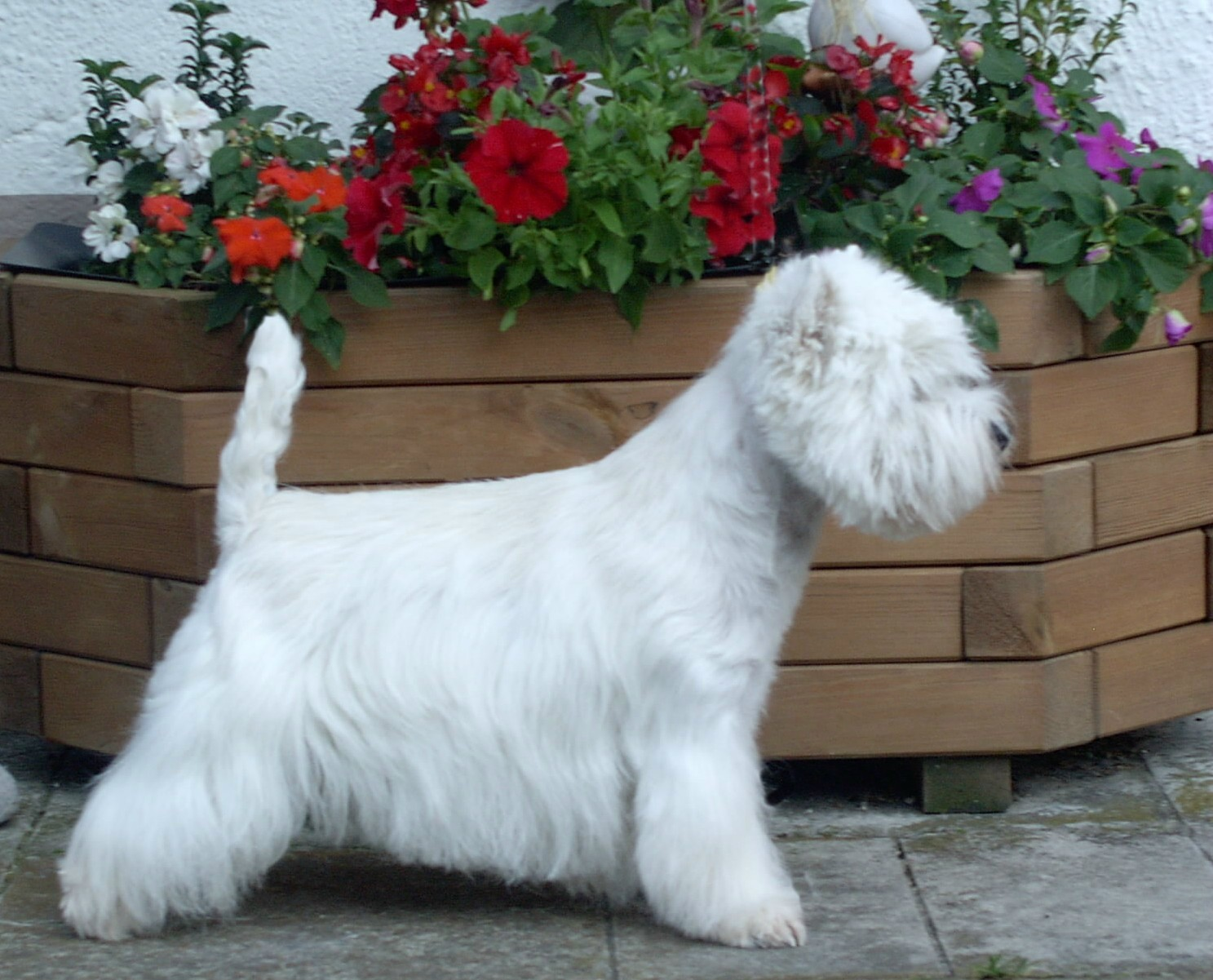
West Highland White Terrier im Ausstellungsdress

West Highland White Terrier haben weißes, dichtes, welliges „doppeltes“ Fell, von ihrer Herkunft her wetterfest. Bei einer Größe bis zu 28 cm sollten sie ein Gewicht von 8 bis zu 10 kg erreichen. Die Rute sollte 13 bis 15 cm lang sein und aufrecht getragen werden. Die Ohren sind klein, stehen aufrecht, nicht zu weit auseinander.
Diese Hunde wurden ursprünglich für die Jagd in den Highlands gezüchtet. An ihrem weißen Fell konnte man sie leicht zwischen Felsen und Gestrüpp erkennen. Dazu kam, dass der West Highland White Terrier ein zäher, widerstandsfähiger Terrier war, der ohne viel Angst in einen Fuchs- und Dachsbau hineinfuhr. Von ihrer schottischen Heimat her ist die Rasse an raues Wetter gewohnt, in der Sommerhitze können die Hunde Probleme bekommen.

## Sonstiges
Der West Highland White Terrier ist in den 1990er-Jahren in Deutschland – bedingt durch die Werbung – zum Modehund geworden.
Um die hohe Nachfrage an dieser Rasse zu befriedigen, ließen es manche Züchter an der nötigen Sorgfalt bei Auswahl und Gesundheit der Zuchttiere fehlen.
Hunde dieser Rasse sollten regelmäßig getrimmt werden. West Highland White Terriers haaren nicht: Das abgestorbene Deckhaar fällt nicht von selbst aus, sondern muss ausgezupft werden (mit den Fingern oder einem Trimmmesser). Je regelmäßiger (alle zehn bis zwölf Wochen) man den Hund trimmt, desto besser kommt sein doppeltes Haarkleid zur Geltung.
Die Hunderasse war auch das Wappentier des Schottischen Bahnbetriebswerk in Eastfield (Glasgow), einige Lokomotiven hatten ein Bildnis des Hundes auf dem Lokkasten.

## Rassespezifische Erkrankungen
Die Cranio-mandibuläre Osteopathie ist eine bei Jungtieren auftretende, sehr schmerzhafte Knochenkrankheit des Schädels.
Gelegentlich kommt es bei West Highland White Terriern zur Kniescheibenluxation: ausgeschlagene Kniescheibenlagerung bewirkt unterschiedliche Lahmheit. Außerdem treten Allergien, Kiefermissbildungen und Lebererkrankungen sowie Zahnprobleme (Ein- und Überbiss) auf. Angeborene Harnleiterektopie ist bei Welpen dieser Rasse ebenfalls überdurchschnittlich häufig. 